# Aftenbladet
|  | Aftenbladet kan også referere til Stavanger Aftenblad. |
Aftenbladet var en norsk avis som udkom i årene 1855 til 1881.
Avisen blev grundlagt i 1855 som en fortsættelse af det polemisk-satiriske ugeblad Krydseren. Dette blad var startet i 1849 blandt en litterær kreds, hvor blandt andre Hartvig Lassen, Ole Richter og den unge geolog J.T. Rørdam hørte til. Alle disse var medarbejdere på Krydseren. Hovedredaktør var Ditmar Mejdell, som også blev Aftenbladets redaktør fra 1855. Herudover deltog Ole Richter (fra januar 1856 til november 1859) og Bjørnstjerne Bjørnson (oktober 1859 til januar 1860) i redaktionen.
Bjørnsons virksomhed fandt sted samtidig med unionsstriden om afskaffelse af statholderembedet. I denne strid deltog Bjørnson med stor ildhu. Han skabte stor uvilje mod sig gennem sine artikler om norske forhold, hvorfor han hurtigt blev nødt til at udtræde af redaktionen.
Avisen havde helt fra begyndelsen et liberalt program og kæmpede for de reformer, som blev bragt på banen i 1860'erne, såsom årlige storting, statsrådenes adgang til stortingets forhandlinger, og så videre. Samtidig var den næsten altid meget moderat. Avisen gav litteraturen meget opmærksomhed og var til tider Norges fremmeste organ for litteraturkritik. I årenes løb fik den imidlertid mange konkurrenter, og dette indvirkede på dens økonomi. Ved nytår 1878 blev avisen købt af et konsortium og blev gjort til organ for en moderat højrepolitik. 15. oktober 1879 udgik Mejdell af redaktionen og blev efterfulgt af Jørgen F. Sandberg, som døde allerede i juli 1881. Avisen blev nedlagt ved årets udgang.
Aftenbladet blev i 1860 solgt til Fabritius' forlag, og havde indtil da været trykt hos Christian Schibsted.